# Anarquismo pacifista
El anarquismo pacifista, anarcopacifismo o anarquismo no violento es el movimiento anarquista que rechaza cualquier forma de violencia, tanto la proveniente del estado como la que proviene de las luchas entre fuerzas sociales, promoviendo el pacifismo y la no violencia activa.
Históricamente, el anarquismo se ha entendido como una lucha social en la que se justificaba el uso de la violencia, en ocasiones bajo el pretexto de ser una forma de autodefensa, para eliminar cualquier tipo de autoridad coercitiva, poder impositivo o mandato involuntario, de forma que ningún ser humano pueda ejercer relaciones de dominación sobre otros. En oposición a este principio, el anarquista pacifista propone el rechazo total a la violencia, provenga de quien provenga, al mismo tiempo que defiende la creación de una sociedad organizada bajo los principios anarquistas. Los anarquistas pacifistas consideran incorrecto (con base en un subjetivismo ético) desde un punto de vista ético y práctico, el uso de la violencia para alcanzar alguna forma de revolución.

## Sociedad
Es muy complicado hablar sobre cómo se organizaría una sociedad anarquista-pacifista porque realmente el anarcopacifismo, como casi todas las ramas del anarquismo, se considera de organización abierta, es decir, se supone que el modo de administrar recursos y dilemas se daría a voluntad de la población que aplicase un sistema de organización antiestatista basándose en un principio de federalismo (autodeterminación territorial) y autodeterminación política (decidiendo asambleariamente el modo de gestión), por lo que resulta imposible determinar el modo en que una sociedad anarquista decidirá organizarlo todo. En el caso de que el anarquismo, ya sea anarquismo pacifista o socialista libertario, se basase en un modo claro de organización a imponer al pueblo tras la revolución social chocaría con el antiautoritarismo porque se mutilaría la voluntad de los individuos para organizarse según crean oportuno. Esto, junto con el uso de la violencia para el logro de fines políticos, es clave para entender la crítica anarcopacifista al marxismo y, sobre todo, al marxismo-leninismo, aunque estas teorías clásicas proclamen también la democracia desde abajo.
Aun así, la mayoría de los anarcopacifistas coinciden en una serie de bases. Así, el anarquismo pacifista generalmente consiente en la existencia de ciertas leyes -normas consensuadas-, de árbitros (como personas conocedoras de la ley pactada que facilitan su aplicación y sin un estatus de funcionariado, ya que no se perpetúa el Estado), del concepto de delito o de economía autogestiva. Sin embargo, discrepa en cuanto a quién debe hacer estas leyes, pues desde el ideal anarquista y de la acción directa, no debe haber personas o entidades que monopolicen o controlen dicho poder. Es decir, el anarcopacifista cree que no debe haber políticos, parlamentos o gobiernos, sino que las leyes deben emanar de los ciudadanos directamente, según un esquema de "una persona un voto", y de asociaciones voluntarias a manera de contratos, con reciprocidad de derechos y obligaciones.

## Métodos
Los medios que propone el anarquismo pacifista moderno se basan en la consulta constante
a la sociedad, la participación plena de todos los individuos que lo deseen en cualquier 
toma de decisiones políticas que les afecten, la eliminación de representantes o intermediarios 
entre el pueblo y el poder legislativo, y la recuperación del sentido correcto de la
palabra "política" en su significado etimológico de "participación ciudadana". Actualmente, muchos anarcopacifistas coinciden en que las nuevas tecnologías, como Internet, pueden servir de ayuda al avance de la democracia gracias a la posibilidad de aplicar sistemas como el de la democracia líquida.
El auge de las modernas redes de comunicación ha rescatado a principios del siglo XXI 
el ideal anarquista del ostracismo al que fue sometido por su identificación con el 
terrorismo magnicida, y le ha dado una nueva dimensión en la que anarquía es sinónimo 
de igualdad y libertad, en lugar de ser identificada automáticamente con la violencia.

## Historia
Uno de los líderes sociales que defendieron a mediados del siglo XX esta forma de 
resistencia no violenta, laica y democrática (con muchos puntos en común con el anarcopacifismo), fue Gandhi, cuya acción en contra
del imperialismo británico en la India desembocó en la independencia de este país.